# João Alves (évêque)
Pour les articles homonymes, voir João Alves (homonymie) et Alves (homonymie).
João Alves, né le 13 décembre 1925 à Torres Novas au Portugal et mort le 28 juin 2013 à Coimbra au Portugal,  est un prélat catholique portugais.

## Biographie
João Alves   est ordonné prêtre en 1951. En 1975 il est nommé évêque auxiliaire de Coimbra et évêque titulaire de Scala (de), pour devenir évêque de Coimbra en 1976.  Alves prend sa retraite en 2001.

## Sources
- Profil sur Catholic hierarchy